# Tigervogelspinne
Die Tigervogelspinne (Poecilotheria regalis), auch Indische Ornamentvogelspinne oder Indische Baumvogelspinne genannt, ist eine Art der Webspinnen aus der Familie der Vogelspinnen (Theraphosidae). Sie zählt zu den baumbewohnenden Vogelspinnen.
Die Tigervogelspinne ist in Südindien heimisch. Dort bewohnt sie Primärwälder und Teakbaum-Plantagen.

## Merkmale

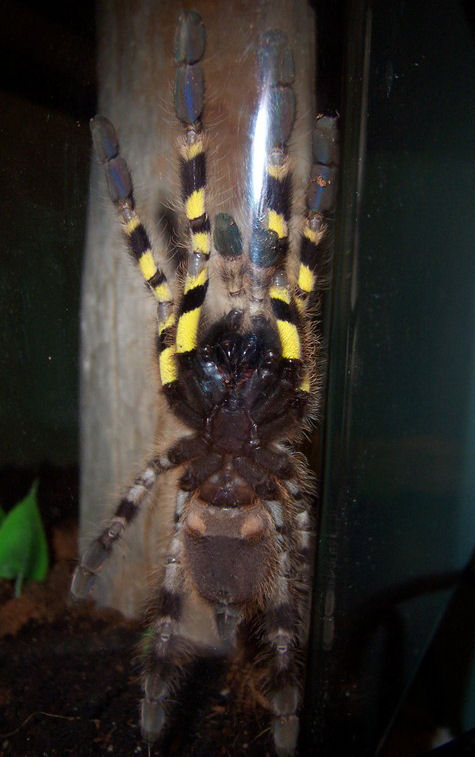
Ventralansicht eines Weibchens mit den hier gut sichtbaren Warnfarben

Wie alle Arten der Gattung Ornamentvogelspinnen (Poecilotheria) hat auch Poecilotheria regalis eine ornamentartige Zeichnung auf dem Hinterleib. Diese ist hellgrau gefärbt, die Zeichnung erinnert an ein Eichenblatt. Während die Zeichnung auf der Oberseite bei Männchen und Weibchen unterschiedlich ist, ist sie auf der Unterseite bei beiden Geschlechtern in Form und Färbung sehr ähnlich. Auf der Unterseite des Hinterleibs ist ein breites, helles Band sichtbar. Die Beine einschließlich der Tarsen sind abwechselnd schwarz und hellgrau gebändert. Auf der Oberseite der Tibien befinden sich fünf bis sechs weiße Punkte auf einem schwarzen Feld. Die Beinunterseite der 1. und 2. Beinpaare weist gelbe Querstreifen auf, die mit schwarzen abwechseln, die hinteren beiden Beinpaare haben unterseits schwarze und weiße Bänder. Die Zeichnung auf der Oberseite dient der Tarnung, die auffällige gelbe Bänderung an den Beinen, die zum deutschsprachigen Namen Tigervogelspinne geführt hat, wird erst in Drohstellung sichtbar. Dabei werden die vorderen beiden Beinpaare aufgerichtet und zeigen die bei vielen giftigen Tieren vorkommende schwarz-gelbe Warnfärbung.

### Weibchen

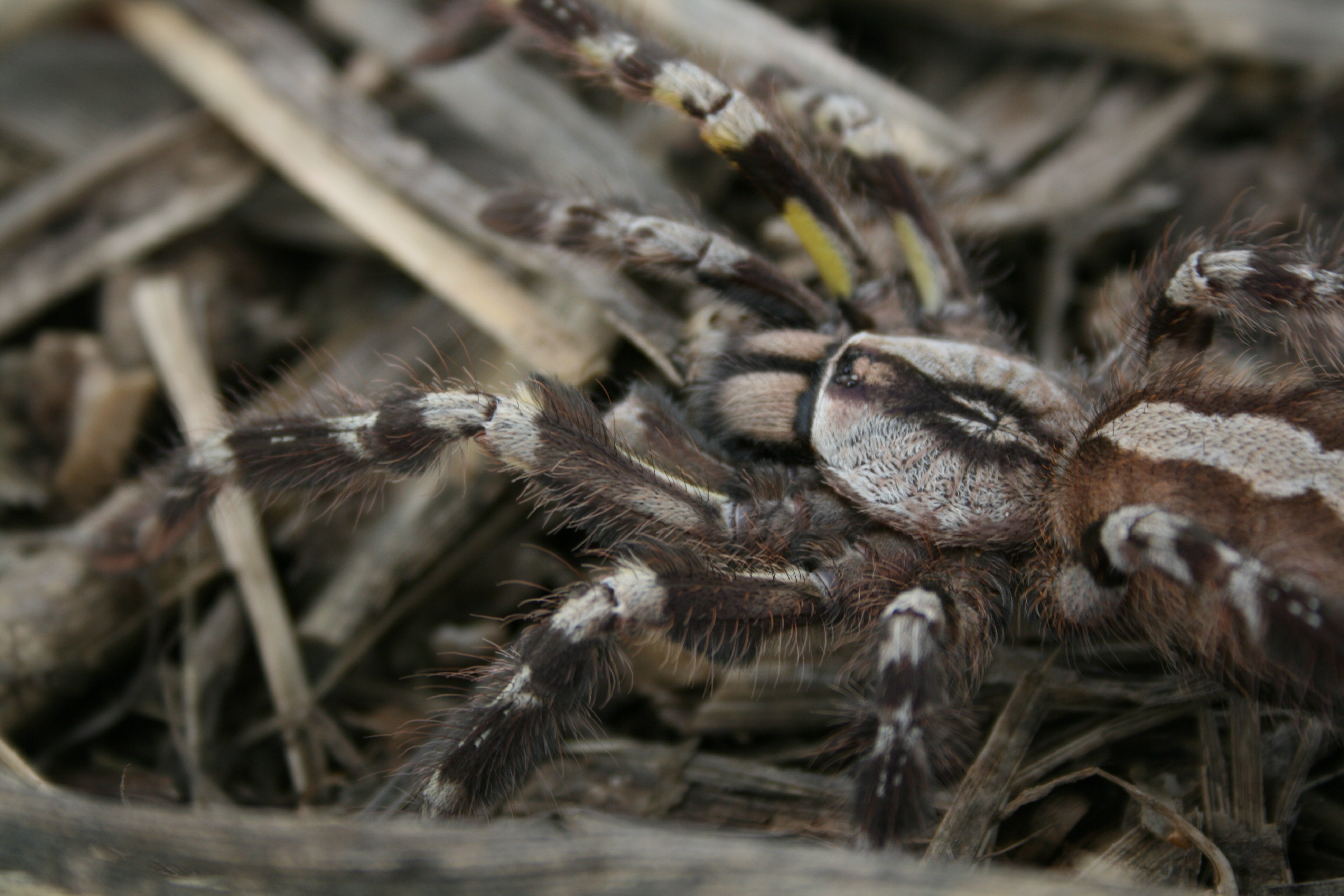
Zeichnung auf dem Prosoma einer weiblichen Tigervogelspinne

Die Weibchen der Tigervogelspinne erreichen eine Körperlänge von bis zu 6 cm. Die Beinspannweite beträgt bis zu 17 cm. Die Tigervogelspinne gehört damit zu den mittelgroßen Vogelspinnenarten. Der Carapax auf der Oberseite des Vorderkörpers (Prosoma) trägt ein von zwei sinusförmig geschwungenen, dunkelbraunen Streifen gesäumtes helles Band. Die Streifen beginnen vorne, seitlich der Augen und vereinigen sich kurz vor der Mitte des Carapax, von wo sie sich dann in zwei Bögen bis zum hinteren Rand des Vorderkörpers hinziehen. Der Rest des Carapax ist grau behaart.
Ein breites, helles Längsband, gesäumt von schmalen, dunkelbraunen Rändern überzieht den oberen Teil des Hinterleibs (Opisthosoma). Von diesem gehen in seitliche Richtung mehrere dunkelbraune Streifen aus. Die Seiten sind hellbraun bis grau.
Die Zeit bis zur Reifehäutung dauert bei den Weibchen fünf bis sieben Jahre. Sie können zehn bis zwölf Jahre alt werden.

### Männchen

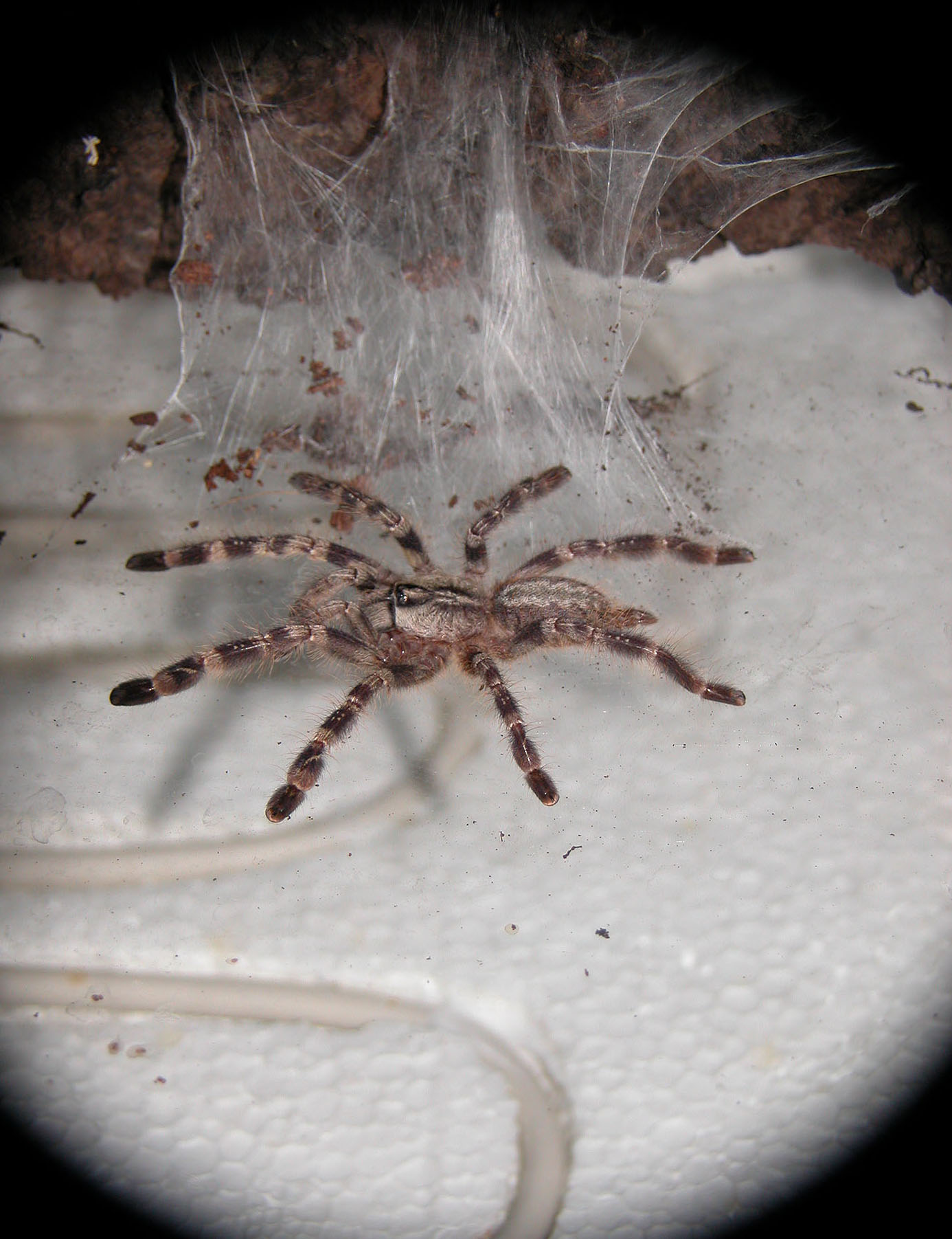
Männchen der Tigervogelspinne

Die Männchen sind kleiner als die Weibchen, ihr Hinterleib ist wesentlich schmaler. Ihre Beine sind jedoch im Verhältnis zum Körper relativ lang. Die Männchen erreichen bis zu 5 cm Körperlänge und eine Beinspannweite von bis zu 15 cm. Die ornamentale Zeichnung auf der Oberseite des Hinterleibs ist weniger ausgeprägt als bei den Weibchen. Sie erreichen nach 12 bis 18 Monaten die Geschlechtsreife und können zwei bis drei Jahre alt werden.

### Ähnliche Arten

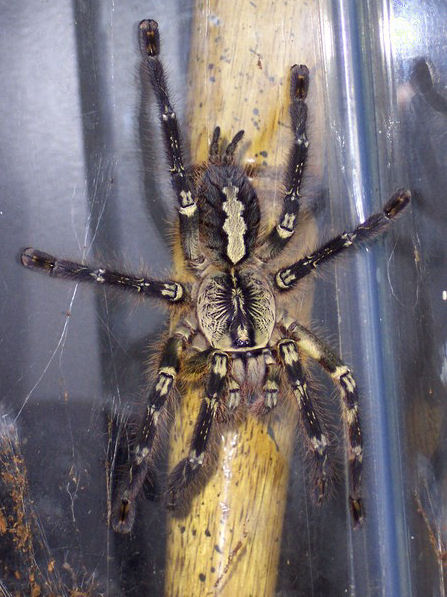
Weibchen der ähnlichen und nah verwandten Art Poecilotheria ornata

Die Tigervogelspinne unterscheidet sich von ähnlichen Arten der Gattung durch ein breites helles Band auf der Unterseite des Hinterleibes, das sich von einer Seite zur anderen erstreckt und die hinteren Atemöffnungen umfasst. Die Färbung dieses Bandes kann weiß, blassgrau oder rosafarben bis gelblich-rot sein. Auch andere Arten können auf der Unterseite des Hinterleibs helle Flecken aufweisen, diese sind aber nie durchgängig zu einem Band vereint.
Die Tigervogelspinne sieht der nahe verwandten Art Poecilotheria ornata ähnlich. Die ebenfalls nahe verwandten Arten Poecilotheria fasciata und Poecilotheria striata werden bereits in der Erstbeschreibung von Reginald Innes Pocock als ähnlich der neu beschriebenen Poecilotheria regalis erwähnt.

## Verbreitung und Lebensraum

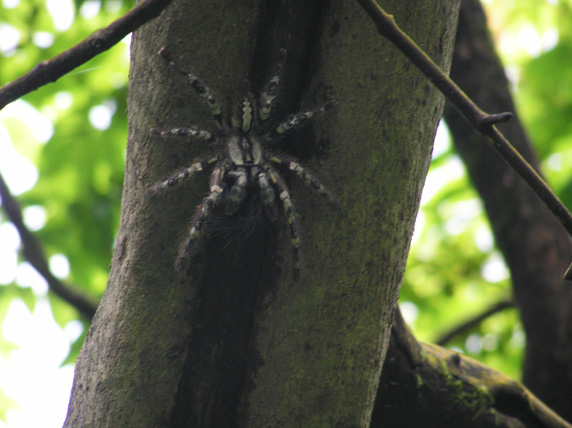
Weibchen in freier Natur in Indien

Die Tigervogelspinne ist im Süden Indiens endemisch. Ihr Verbreitungsgebiet erstreckt sich über die indischen Bundesstaaten Andhra Pradesh, Tamil Nadu, Karnataka, Maharashtra und eventuell Kerala. Durch die Verschleppung der Spinne mit Holztransporten und durch die Anpassungsfähigkeit der Tiere kann sie auch fallweise außerhalb dieses Lebensraumes gefunden werden. Sie lebt in Primärwäldern oder älteren Teakbaum-Plantagen. Die Tigervogelspinne kann Wälder in Höhenlagen zwischen 250 und 1800 m Seehöhe bewohnen, bevorzugt jedoch meist Seehöhen unterhalb von 1000 m. Außerhalb von Laubwäldern und degradierten Wäldern kommt sie praktisch nicht vor.
1991 synonymisierte Volker von Wirth die in Nordindien beheimatete Vogelspinne Ornithoctonus gadgili, Tikader 1977, mit der Tigervogelspinne. Wenn diese Ansicht aufrechterhalten werden kann, vergrößert sich das Verbreitungsgebiet auf weitere Teile Indiens.

## Lebensweise
Die Tigervogelspinne gehört zu den baumbewohnenden Vogelspinnen. Sie nutzt Risse, Spalten und Höhlungen der Bäume als Wohnhöhlen. Wandernde Männchen nehmen alles, was ihnen zur Wahl steht (auch Mauerritzen), als Ruheplatz.
Die Aktivität der Tiere hängt stark von der Jahreszeit ab. Sie sind in der Zeit des Monsuns, der in ihrem Lebensraum etwa von April bis November dauert, deutlich aktiver als in der Trockenzeit, in der die Temperaturen steigen.
Sowohl die Weibchen als auch die Männchen haben sehr empfindliche Tastsinnesorgane. Das ermöglicht ihnen das Aufspüren von Beute ebenso wie die Flucht in die Wohnhöhle, wenn Gefahr droht. Für Wissenschaftler ist es daher nicht leicht, genaue Daten über die Bestände dieser Art zu erlangen, da sie sich bei der Annäherung von Menschen in Verstecke verkriecht. Zur Paarungszeit dient dieser Sinn der Kommunikation. Das Männchen trommelt mit seinen Tastern auf das Substrat und das Weibchen antwortet mit einem ähnlichen Trommeln, wenn es paarungsbereit ist.

### Ernährung
Tigervogelspinnen sind hauptsächlich nachtaktiv und können ihre Beutetiere über die Tastsinnesorgane an ihren Beinen orten. Sie ernähren sich von allem, was sie überwältigen können. In der Natur erbeuten sie hauptsächlich Insekten. Größere Exemplare können in der freien Natur auch manchmal kleine Wirbeltiere wie verschiedene Reptilien oder Mäuse überwältigen. Das von Reginald Innes Pocock für seine Erstbeschreibung der Tigervogelspinne im Jahr 1899 verwendete Exemplar wurde gefangen, als es gerade eine kleine Ratte verspeiste, die sie wahrscheinlich zuvor mit einem Giftbiss selbst getötet hatte.
Im Terrarium werden Tigervogelspinnen mit verschiedenen Insekten gefüttert.

### Paarung und Eiablage
Nach der Trockenruhe beginnen die Männchen am Anfang der Regenzeit (April bis November) ihre Suche nach Weibchen. Dabei finden sie auch in den Siedlungen der Menschen oft Unterschlupf. Die Weibchen bleiben während dieser Zeit in der näheren Umgebung ihrer Wohnhöhle.
Zumeist verläuft die Paarung friedlich. 6–8 Wochen nach der Paarung erfolgt die Eiablage, das Weibchen legt bis zu 200 Eier in einen Kokon. Pro Saison werden durchschnittlich zwei Gelege produziert. Die Jungtiere wachsen nach dem Schlüpfen schnell heran und verlassen die Bäume.

### Entwicklung
Nach dem Ende der Regenzeit ist es für die Jungtiere leichter möglich, auf dem Boden Nahrung zu finden und sich zu verbreiten. Zu diesem Zeitpunkt gibt es reichlich junge Insekten, die den Vogelspinnen als Beute dienen. Im abgefallenen Laub gibt es auch genügend Möglichkeiten zum Unterschlupf. Die jungen Tigervogelspinnen spinnen Wohnröhren unter Steinen oder in Baumstümpfen und tarnen sie mit Nahrungsresten und Substrat aus der Umgebung. Im Lauf der Zeit verlassen die größer werdenden Spinnen den Boden und bauen ihren Unterschlupf zwischen Gräsern oder in Büschen. Je näher die Zeit des Monsuns rückt, desto höher wandern sie auf die Bäume und verlassen diese nur noch selten. Hier suchen sie nach Baumhöhlen und Astlöchern, die als Wohnmöglichkeit dienen können. Die Bäume bieten aber letztlich weniger Möglichkeiten für Verstecke als das Bodensubstrat. So kann es auch vorkommen, dass sich mehrere Tiere einen Unterschlupf teilen. Forscher und Sammler berichteten, dass besonders während der Trockenzeit in einigen Baumhöhlen Tigervogelspinnen buchstäblich aufeinander saßen. Dieses semisoziale Verhalten ist bemerkenswert, da die Vogelspinnen sonst oft Exemplare der eigenen Art auffressen, z. B. schwächere Geschwister oder ältere Männchen.

## Gefährdung
Die Tigervogelspinne scheint derzeit nicht gefährdet zu sein. Sie gilt als die am häufigsten anzutreffende Vogelspinne Südindiens. Eine Untersuchung aus dem Jahr 2004 in weiten Teilen des indischen Subkontinents ergab 13 Fundstellen, dazu wurden 9 weitere, aus der Vergangenheit bekannte Fundgebiete gezählt. Teile des Verbreitungsgebietes liegen in Naturschutzgebieten, beispielsweise das Vorkommen in den Nallamala-Bergen im Nagarjunsagar Srisailam Tiger Reserve, dem einzigen Tigerschutzgebiet im Bundesstaat Andhra Pradesh. Durch Waldrodungen für landwirtschaftliche Zwecke und Siedlungen sowie den Straßenbau verkleinert sich aber der unmittelbare Lebensraum dieser Vogelspinne zusehends. Daher wurde sie 2008 in die Rote Liste gefährdeter Arten der IUCN aufgenommen (LC – Least Concern).
Eine weitere Gefährdung geht von Sammlern aus, die die Tigervogelspinne in den internationalen Tierhandel bringen. Sie ist wegen ihrer Färbung und Größe bei den Terrarienhaltern sehr begehrt und erzielt hohe Preise. Die Ausfuhr von Wildtieren aus dem indischen Subkontinent ist jedoch verboten. Damit sollte auch der Bedarf an Tigervogelspinnen für die Terrarienhaltung in Europa und den USA keine Rolle für die Bestände in Indien spielen, sondern durch Nachzuchten abgedeckt werden. Dennoch gelangen häufig Exemplare aus Indien in die Zoogeschäfte. Dies wird damit begründet, dass immer wieder eingekreuzt werden müsse, um die Färbung und die Größe der Spinnen in den Terrarienbeständen zu erhalten, da sich negative Eigenschaften durch Inzucht verstärken können. Dagegen gibt es das Argument, dass vor allem schlechte Haltungsbedingungen für den geringen Wuchs und die blasse Färbung von Tigervogelspinnen verantwortlich sein könnten.

## Haltung im Terrarium

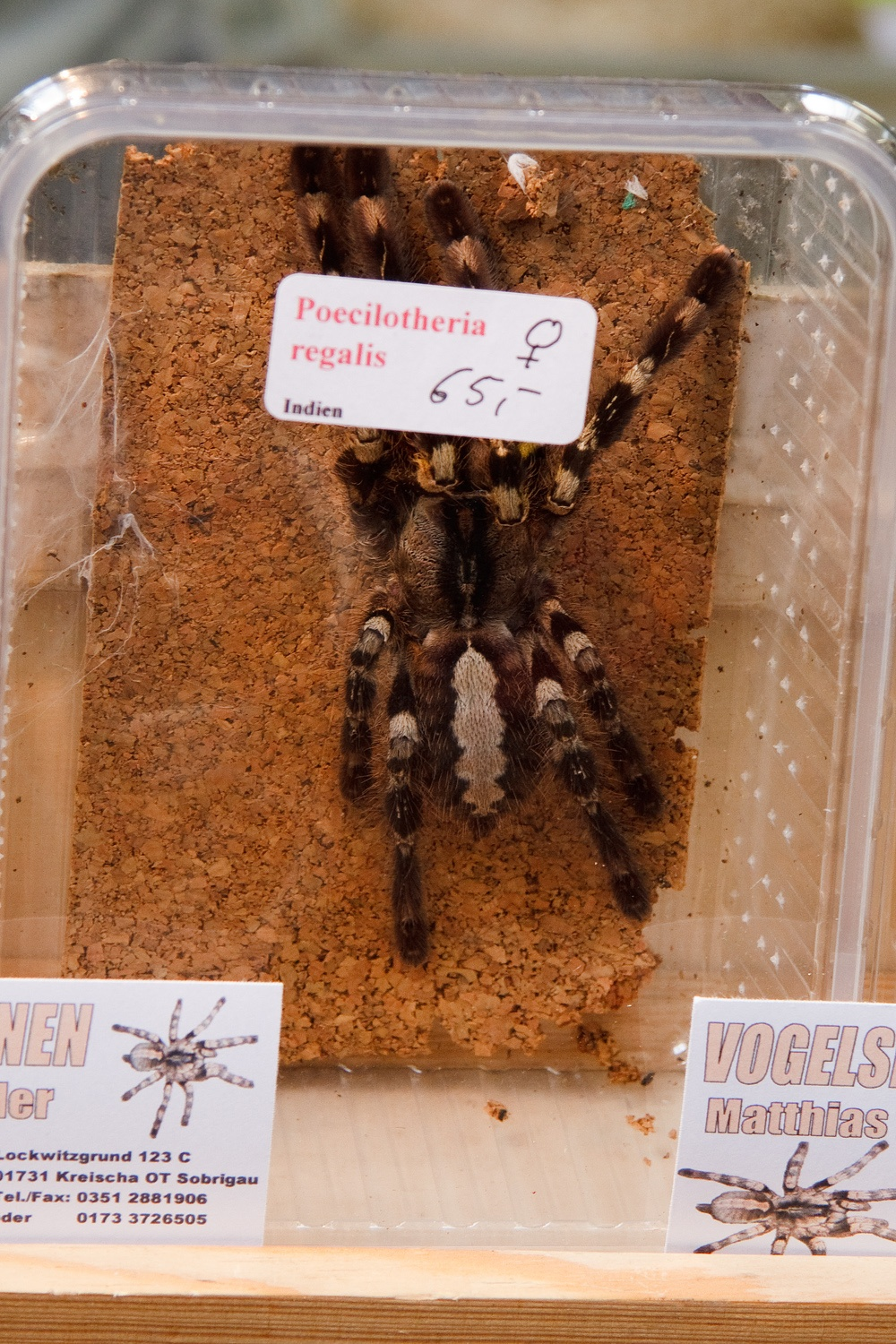
Für die Terraristik erwerbbares Weibchen, stammend von einem Züchter.

Da die Tigervogelspinne zu den baumbewohnenden Spinnen gehört, muss das Terrarium entsprechend hoch sein (etwa 40 × 40 × 50 cm). Die Luftfeuchtigkeit soll 75 bis 85 % betragen und die Temperatur 25 bis 28 °C. Als Bodengrund eignet sich eine etwa 5 cm dicke Schicht aus ungedüngter Blumenerde, der man etwas Torf untermischen soll. Eine Bepflanzung ist im Terrarium nicht nötig. Um die Luftfeuchtigkeit beizubehalten, kann man auch noch eine Schicht Moos einbringen.
Direkten Kontakt sollte man mit den Tieren vermeiden, ist eine Umsetzung nötig, so sollte man auf Hilfsmittel, wie z. B. Pinzetten zurückgreifen. Aufgrund verschiedener notwendiger Haltungsbedingungen und der Aggressivität der Tiere ist die Tigervogelspinne nicht gerade leicht zu halten und für Einsteiger nicht zu empfehlen. Vermehrungen der Tiere sollten gelingbar sein. Die jungen Tigervogelspinnen wachsen in Gefangenschaft sehr schnell heran und sind recht robust.
Um die Tierbestände nicht zu beschädigen, ist die Ausfuhr der Spinnen von Indien in andere Länder und Kontinente verboten.  Somit sind alle Tiere im Handel Nachzuchten.
Da das Verfüttern von Wirbeltieren an Wirbellose verboten ist, sollten die Tiere mit Insekten, z. B. verschiedenen  Lang- und Kurzfühlerschrecken und Schaben, gefüttert werden. Bei Jungtieren sollte man auf flugunfähige Taufliegen zurückgreifen.

## Gift und Toxizität

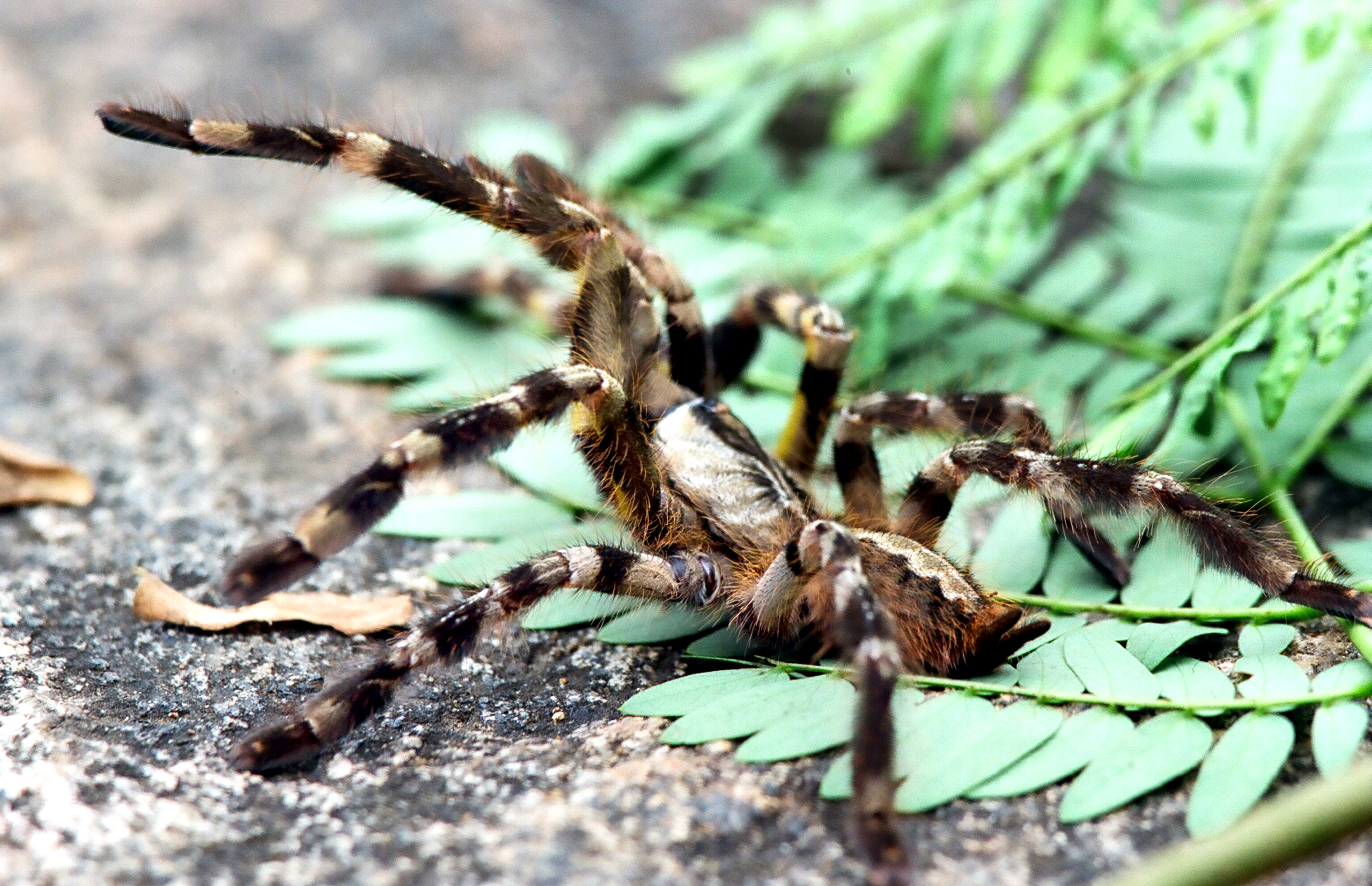
Drohendes Weibchen

Die Tigervogelspinne ist leicht aggressiv, zieht sich jedoch bei Störungen schnell in ihren Unterschlupf zurück. Bei anhaltender Störung beißt sie jedoch zu. Das Gift der Tigervogelspinne ist stärker als das der meisten anderen Vogelspinnen. Auftretende Folgen sind lokale Schmerzen, lokale Schwellungen und starke Rötungen, die bis zu einer Woche anhalten können sowie Krämpfe, die verschiedene Muskeln betreffen können und bis zu einem Tag andauern. Wenn diese Symptome stärker auftreten, ist medizinische Behandlung nötig. Besonders für Allergiker ist Vorsicht geboten, da die Bissfolgen hier noch stärker ausfallen. Die Auswirkungen der Bisse der Tigervogelspinne werden unterschätzt, da sie in den meisten Fällen nicht lebensbedrohlich sind. Unter bestimmten Umständen können ohne Spitalbehandlung jedoch Komplikationen auftreten. Es gibt gegen die Krämpfe noch kein direktes Gegenmittel, da die Zusammensetzung des Nervengifts, das diese auslöst, biochemisch noch nicht geklärt ist.

## Forschungsgeschichte und Taxonomie
Das Typusexemplar, nach dem Reginald Innes Pocock die Art beschrieb, stammte aus den Wäldern der Ostghats im heutigen indischen Bundesstaat Tamil Nadu. Es handelte sich um ein adultes Weibchen, das von H. R. P. Carter lebend nach London in den Zoologischen Garten im Regent’s Park gebracht wurde. Es überlebte die Reise und die Haltungsbedingungen im Zoo nicht lange und wurde dem British Museum zur Verfügung gestellt. Das Museum besaß bereits ein Exemplar aus den Westghats im heutigen Bundesstaat Karnataka, das sich als ein Männchen derselben Art herausstellte. Auch ein noch nicht geschlechtsreifes Weibchen aus den Nilgiri-Bergen in Tamil Nadu lag Innes Pocock bei der Erstbeschreibung vor.

## Galerie

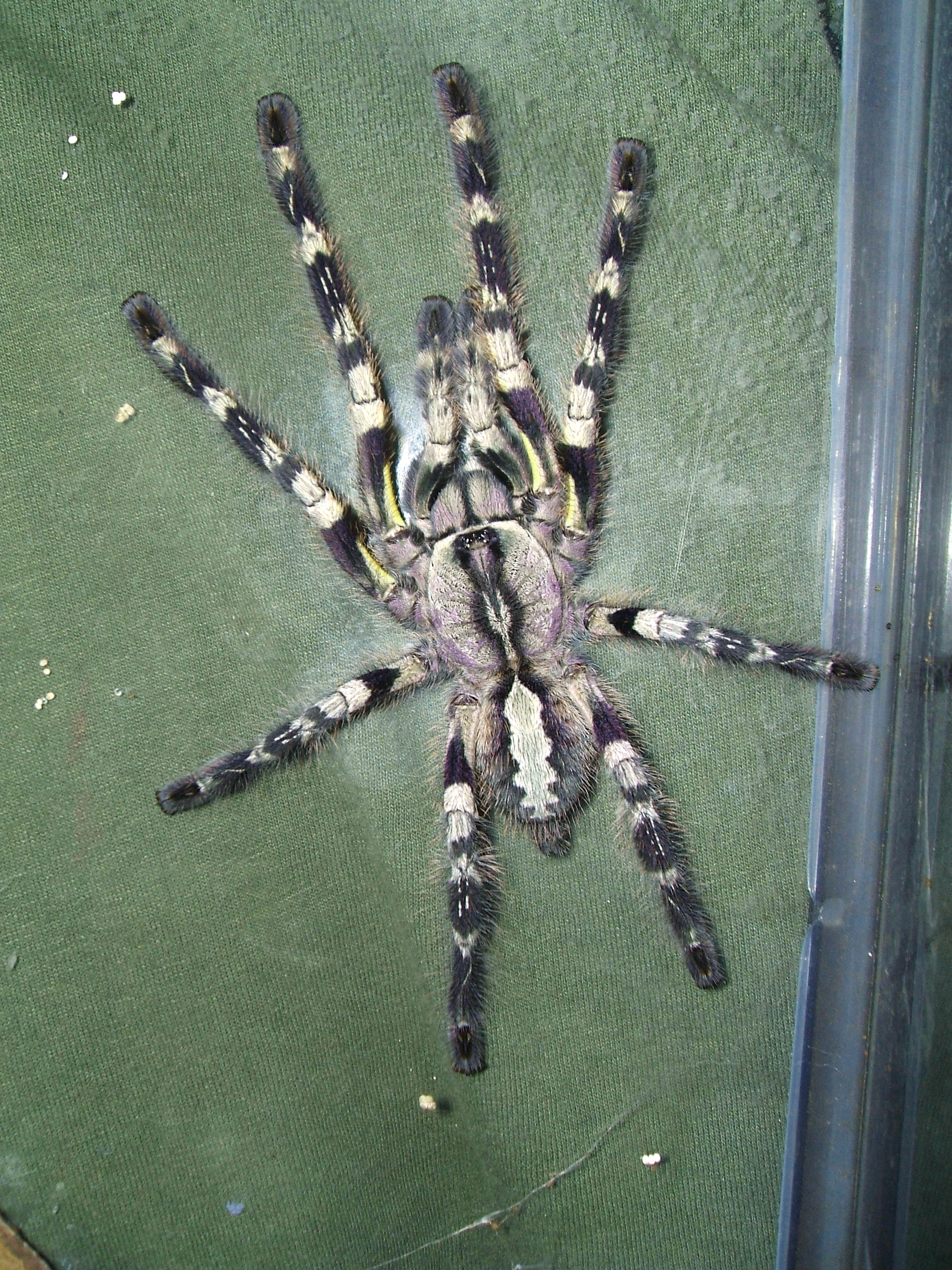
Dorsalansicht eines Weibchens
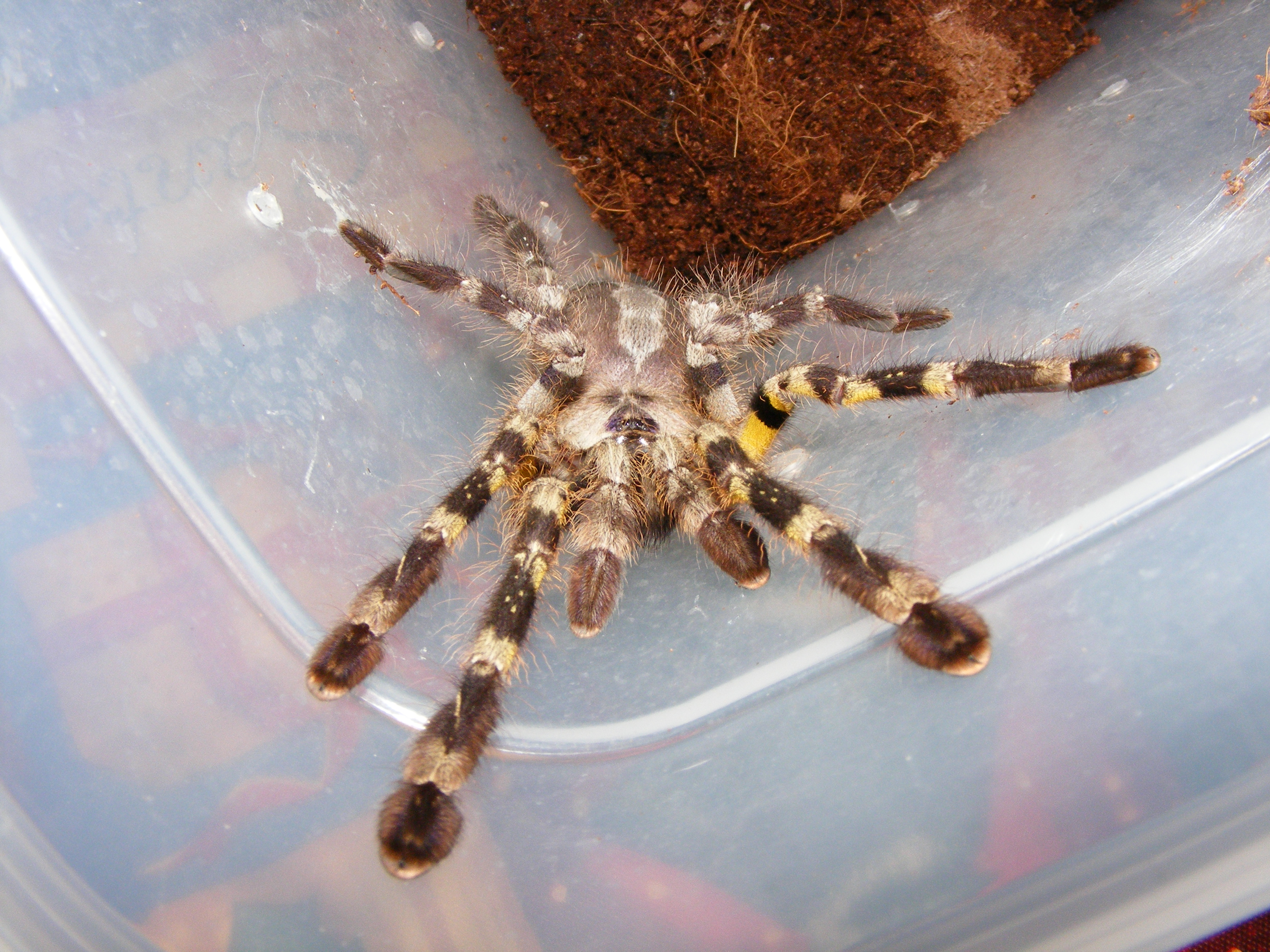
Frontalansicht eines Weibchens
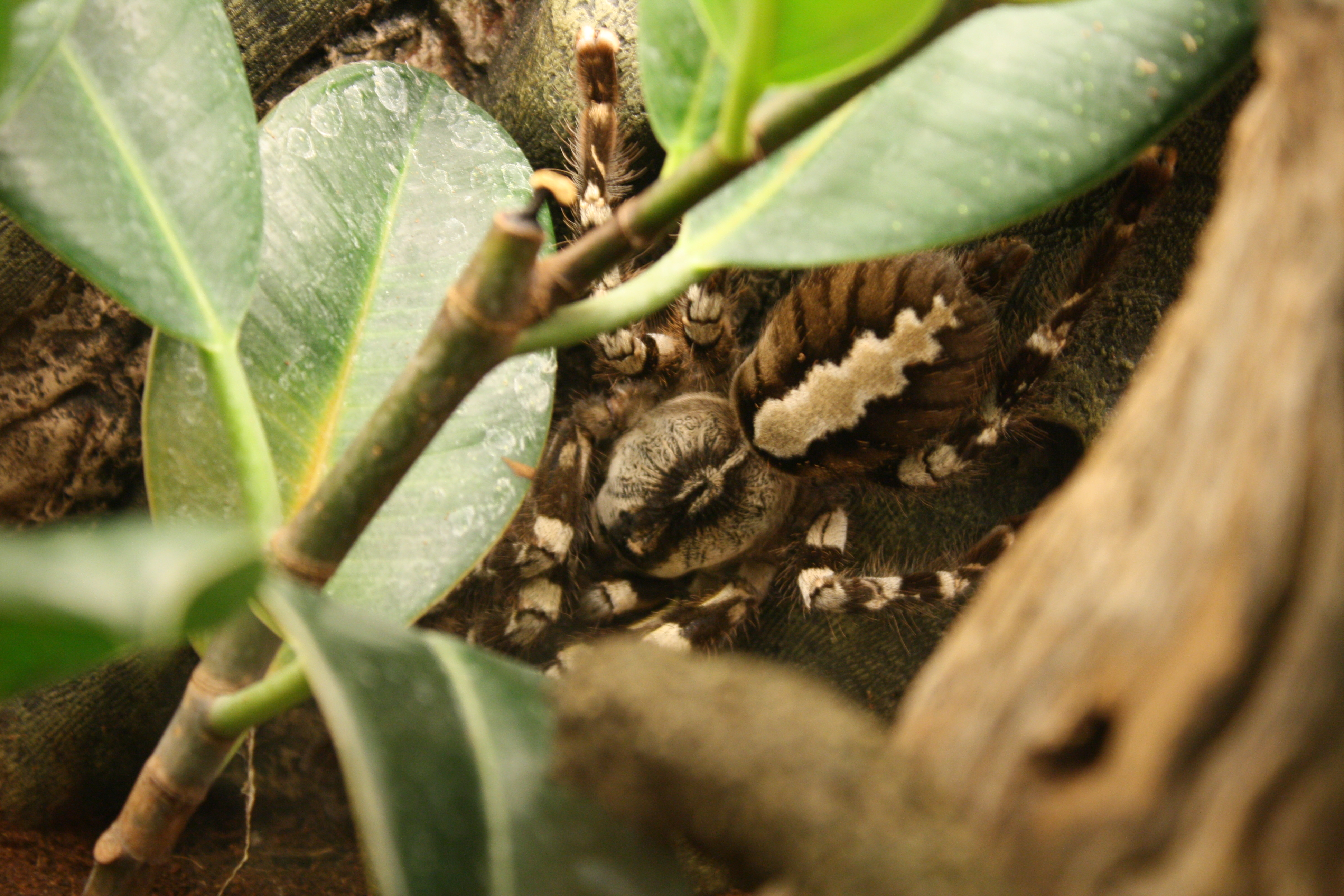
Teilweise verborgenes Weibchen in der Vegetation
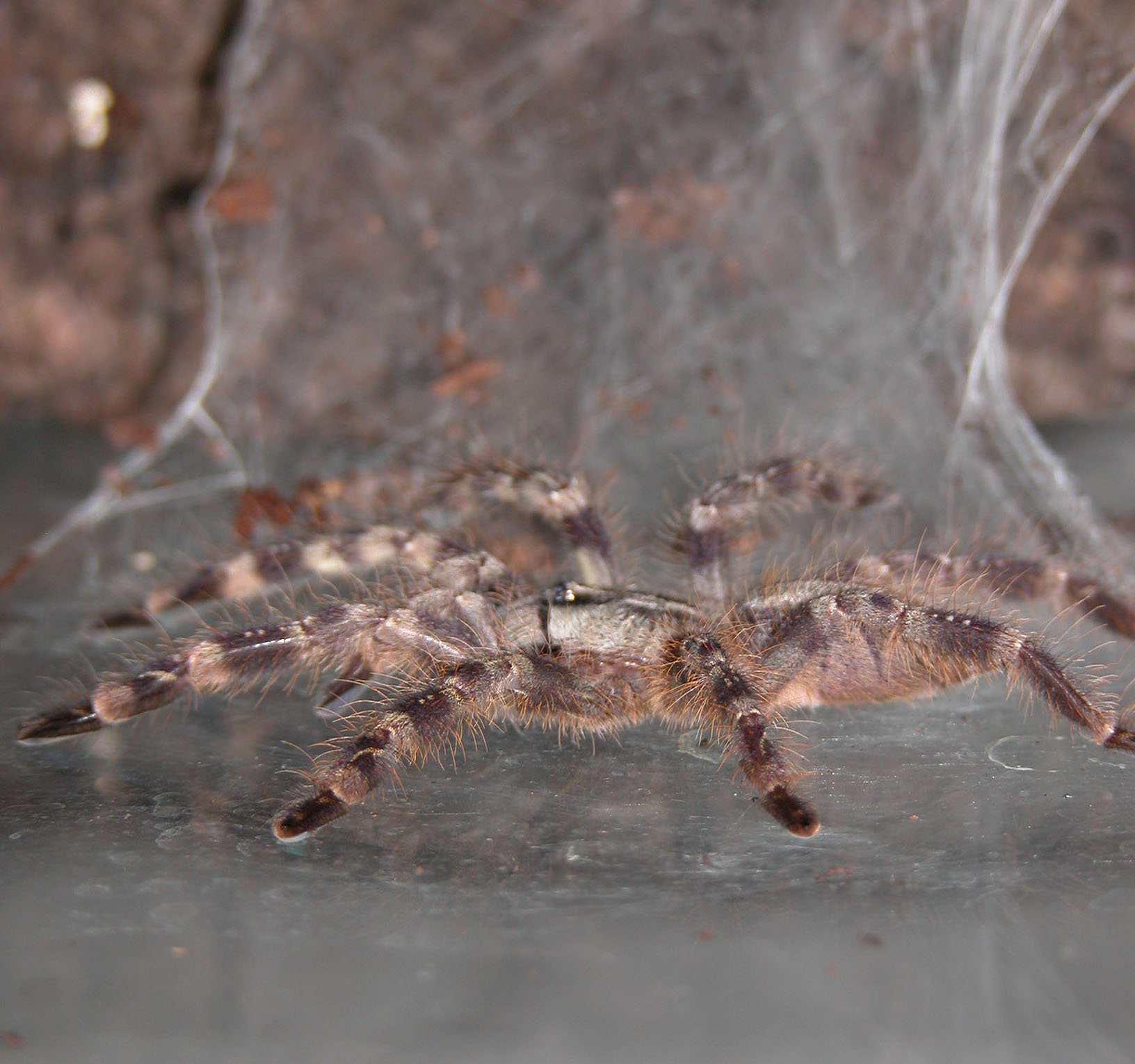
Lateralansicht eines Männchens
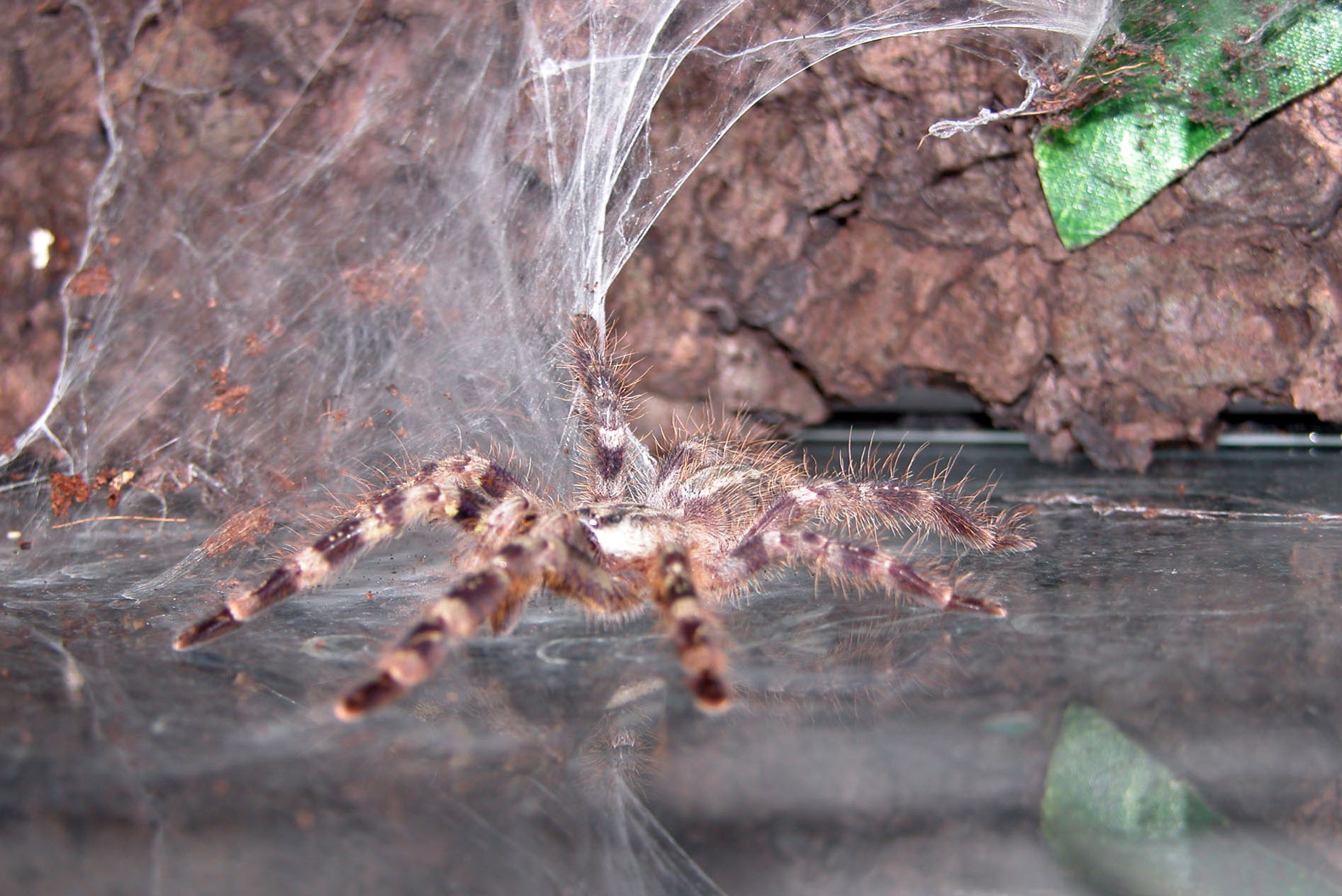
Frontalansicht eines Männchens